# Francis Breault
Pour les articles homonymes, voir Breault.
Francis Breault, né le 11 mai 1967 à Acton Vale, au Québec, au Canada est un joueur de hockey sur glace professionnel. Il a évolué dans la Ligue nationale de hockey avec les Kings de Los Angeles. Il est maintenant entraineur de hockey dans la Ligue nord-américaine de hockey avec le HC Carvena de Sorel-Tracy. Il est le seul hockeyeur originaire d’Acton Vale à avoir évolué dans la LNH.

## Carrière de joueur
Breault a évolué pour 3 équipes dans la Ligue de hockey junior majeur du Québec. Il évolua avec les Saguenéens de Chicoutimi, les Draveurs de Trois-Rivières et les Bisons de Granby. Avec Chicoutimi, il connut sa meilleure campagne dans le hockey junior, en 1986-87, avec 44 points. Après son stage chez les juniors, il obtient un essai au camp d’entrainement des Kings de Los Angeles. N’ayant pu se tailler une place dans l’équipe, il se rapporte à l’équipe-école de ses derniers à cette époque, les Nighthawks de New Haven. Il évoluera deux saisons à New Haven et c’est avec ces derniers qu’il eut la meilleure saison offensive de sa carrière en obtenant 45 points en 1988-1989.
En 1990, les Kings lui donnent sa chance. Il évolue avec l’équipe durant 17 parties et obtenant 5 points. Il revient à Los Angeles pour les deux saisons suivantes pour des courts passages de 6 et 4 parties. Outre ses passages avec les Kings, il évolue avec les Roadrunners de Phoenix (LIH), les Devils d'Utica dans la Ligue internationale de hockey (1945-2001) et en Europe dans la British Hockey League avec les Wasps de Durham. Il termine sa carrière de joueur avec cette équipe.

## Carrière d’entraineur
Après sa carrière de hockeyeur, il devient entraineur de hockey. Il est entraineur de l’équipe de sa ville locale, le Nova d'Acton Vale dans la Ligue de hockey semi-professionnelle du Québec en 1996. Il mène son équipe deux fois en finale de la ligue mais il ne remporte pas la coupe. Par contre, de 1997 à 1999, il remporte le trophée des Gouverneurs maintenant le Trophée Serge Léveillée (entraîneur) comme meilleur entraineur de la Ligue. En 2001-02, il est l’entraineur du Cousin de Saint-Hyacinthe. Il remporte, une autre fois, le trophée des Gouverneurs.
En 1999-2000, il quitte la Ligue Semi-professionnelle de hockey pour aller dans le groupe d’entraineurs des Voltigeurs de Drummondville de la Ligue de hockey junior majeur du Québec. Il est entraineur-adjoint mais il est derrière le banc pour deux matchs. Il revient avec cette équipe mais comme entraineur-chef en 2002-2003. Il est derrière le banc pour une saison complète ainsi que pour 22 parties la saison suivante où il est demis de ses fonctions. Après son expérience avec le Cousin de Saint-Hyacinthe, il prend une pause. Pour la saison 2012-2013, il est de retour derrière le banc en devenant l’entraineur du HC Carvena de Sorel-Tracy dans la Ligue nord-américaine de hockey.

## Hommage
En 2007, il reçoit un grand honneur dans sa ville natale. L’Accent d’Acton Vale l’honore en compagnie de Daniel Vincelette en ayant une bannière commémorative ornant dans le Centre sportif d’Acton-Vale. Cet honneur lui est remis pour le féliciter d’avoir atteint la Ligue nationale de hockey et ses qualités d'entraineur.